# Motor PSA DT
Los motores PSA DT son una familia de motores V6 diésel fabricados conjuntamente por Groupe PSA y Ford desde 2004 hasta 2015.
Estos motores están fabricados con un bloque de hierro fundido y grafito, haciendo que este sea más ligero y robusto sin llegar a recurrir al aluminio. A su vez la culata es de aleación de aluminio y los conductos de admisión están controlados electrónicamente.
El PSA DT se utiliza en modelos de gama media y alta como el Peugeot 407, Peugeot 607, Citroën C5 y Citroën C6, por lo tanto prima la suavidad y el aislamiento acústico utilizando tapas de balancines de materiales que absorben el sonido e inyectores piezoeléctricos. Esta configuración además de ayudar en el confort también sirven para contener el consumo y las emisiones.
En un origen el motor DT era de 2.7 L, pero en 2009 fue reemplazado por una versión de 3.0 L, que además de verse modificada la cilindrada, hubo más mejoras como una mayor presión de inyección. Tanto la versión de 2.7 L como la de 3.0 L incorporan un turbocompresor de geometría variable por cada bancada de cilindros.

## DT17 TED4
El DT17, con código interno UHZ, tiene una cilindrada de 2720 cm³, con un diámetro de 81 mm (3,19 pulgadas) y una carrera de 88 mm (3,46 pulgadas). La relación de compresión es de 17.3:1, con una potencia máxima de 204 CV (150 kilovatios) @ 4000 rpm y un par motor máximo de 435 Nm @ 1900 rpm. La alimentación es vía inyección directa, common-rail, biturbo con intercooler y catalizador. Cumple con la normativa de anticontaminación Euro 4
Sus usos son en:
- Peugeot 407
- Peugeot 607
- Citroën C5
- Citroën C6
- Jaguar S-Type
- Jaguar XF
- Jaguar XJ

## DT20 C
El DT20 con código interno X8Z, tiene una cilindrada de 2993 cm³, con un diámetro de 84 mm (3,31 pulgadas) y una carrera de 90 mm (3,54 pulgadas). Tiene una relación de compresión de 16.4:1 con una potencia máxima de 241 CV (177 kilovatios) @ 3800 rpm y un par motor máximo de 450 Nm @ 1600 rpm. La alimentación es vía inyección directa, common-rail, biturbo con intercooler, además de catalizador. Cumple con la normativa de anticontaminación Euro 5.
Sus usos son en:
- Peugeot 407
- Citroën C5
- Citroën C6
- Jaguar XF
- Land Rover Discovery 4
- Range Rover Sport

- Datos: Q3888205